# Marquise de Vaudreuil
Pour les articles homonymes, voir Vaudreuil.
Construit par ordre du Pierre de Rigaud de Vaudreuil, marquis de Vaudreuil, alors gouverneur général de la Nouvelle-France, le Marquise de Vaudreuil est un corsaire construit pour défendre la Nouvelle-France lors de la Guerre de Sept Ans. Son lancement fut en 1756 avec la déclaration de guerre officielle entre la Grande-Bretagne et la France. Lancé sur le lac Ontario, il était muni de 14 canons. 

## Référence
- L'Encyclopédie canadienne, Volume 3, section Embarquement